# Điện Trung
Điện Trung is een xã in het district Điện Bàn, een van de districten in de Vietnamese provincie Quảng Nam.
Điện Trung ligt op de noordelijke oever van de Bà Rén en op de zuidelijke oever van de Thu Bồn. Điện Trung heeft ruim 6000 inwoners op een oppervlakte van 8.96 km².